# Rio Fundo
Rio Fundo är ett vattendrag i Brasilien.   Det ligger i delstaten Sergipe, i den östra delen av landet, 1 200 km öster om huvudstaden Brasília.
Trakten runt Rio Fundo består huvudsakligen av våtmarker. Runt Rio Fundo är det ganska tätbefolkat, med 93 invånare per kvadratkilometer.